# Jovan Soldatović
Jovan Soldatović (en serbe cyrillique : Јован Солдатовић ; né le 26 novembre 1920 à Čerević - mort le 7 octobre 2005 à Novi Sad) était un sculpteur yougoslave et serbe.

## Présentation

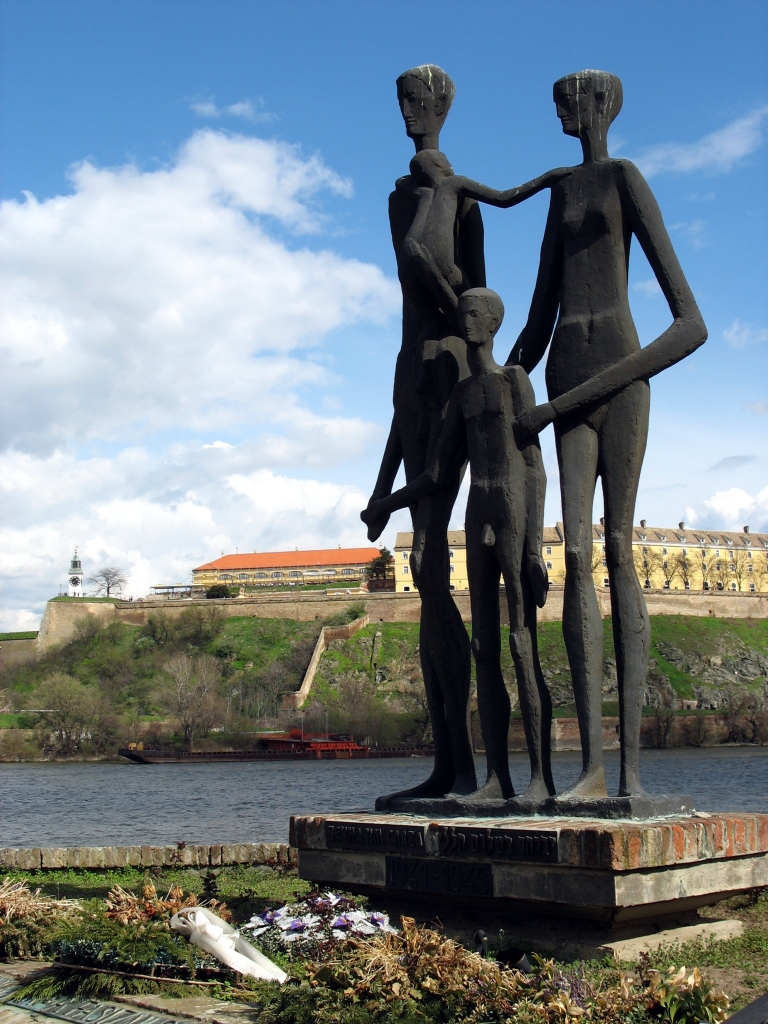
Le Monument aux victimes du fascisme à Novi Sad, 1971

Jovan Soldatović naît le 26 novembre 1920 à Čerević, au pied de la Fruška gora, dans la région de Syrmie. Il suit les cours de l'Académie des beaux-arts de Belgrade, dont il sort diplômé en 1948 ; il travaille ensuite dans l'atelier de Toma Rosandić. En 1953, il devient membre de l'Association des artistes de Serbie (en serbe : Udruženje likovnih umetnika Srbije ; en abrégé : ULUS). Il devient le premier professeur de sculpture de l'Académie des arts de Novi Sad, où il enseigne jusqu'à sa retraite en 1981.
Jovan Soldatović participe à des expositions collectives en Yougoslavie et à l'étranger et expose individuellement à Novi Sad, à Belgrade, à Sremski Karlovci, à Kovilj, à Sombor, à Zagreb, à Petrovaradin, à Slavonski Brod ou encore à Negotin.
Des œuvres de lui figurent dans de nombreux musées et collections privées. Soldatović a également réalisé une centaine de sculptures érigées dans des espaces publics.

## Quelques créations
- Dvoje, bronze, 1961, à Novi Sad

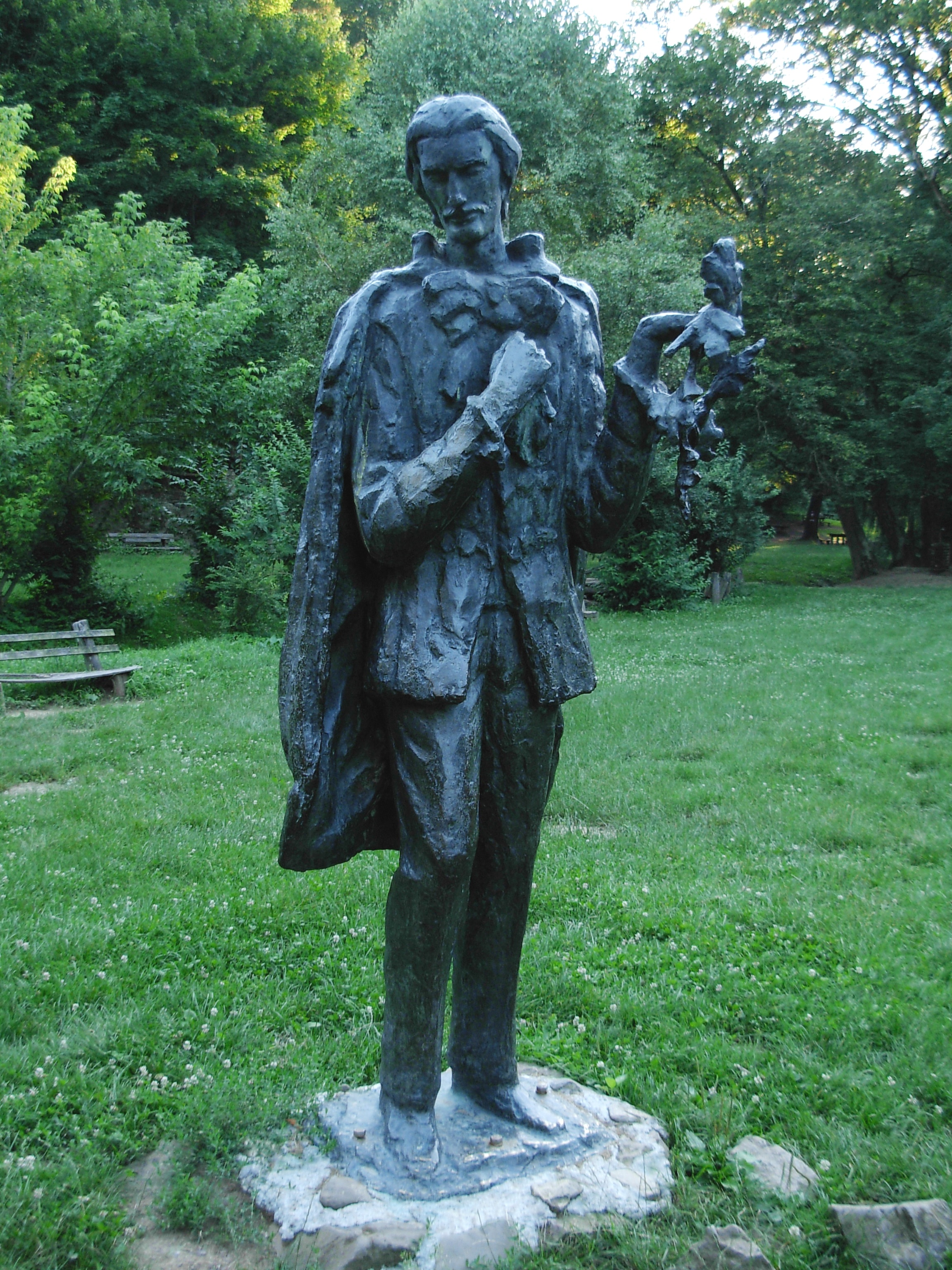
Statue de Branko Radičević, sur le mont Stražilovo

- Le Phare, 1961, béton et brique, à Surduk, sur la rive du Danube
- monument dans l'ensemble commémoratif de Crna Ćuprija, bronze, 1962, à Žabalj
- Trois figures, bronze, 1962, à Novi Sad
- Combat de cerfs, bronze, 1965, à Novi Sad dans la forteresse de Petrovaradin
- le Monument aux victimes du fascisme, bronze, 1971, à Novi Sad sur le Dunavski kej
- Chevaux en train de jouer, bronze, 1973, à Novi Sad
- Buste de Sava Tekelija, bronze, 1976, à Novi Sad
- Statue de Đura Jakšić, bronze, 1982, à Novi Sad dans le parc du Danube (Dunavski park)
- Cerf blessé, bronze, 1985, à Negotin
- Buste de Vuk Karadžić, bronze, 1987, à Novi Sad
- Rika jelana, bronze, 1995, à Apatin
- Don Quichotte, bronze, à Belgrade dans le parc de Tašmajdan
- Buste de Dušan Vukasović, bronze, à Sombor
- Buste de Žarko Zrenjanin, bronze, à Sombor
- Buste de Vasilj Gaćeša, bronze, à Apatin
- Buste de Anka Matić Grozda, bronze à Irig
- Statue de Branko Radičević, bronze à Sremski Karlovci, sur le mont Stražilovo
- Buste de Ćira Milekić, bronze, à Sremska Mitrovica
- L'Enfant et le Faon, bronze, à Zrenjanin
- Statue de Jovan Sterija Popović, bronze, à Vršac
- le Monument de la lutte de libération nationale, bronze, béton, à Ruma
- le Monument de la lutte de libération nationale, bronze, à Čurug sur la rive de la rivière Tisa
- le Monument de la lutte de libération nationale, brique et bronze, à Neštin, au bord du Danube
- le Monument de la lutte de libération nationale, bronze et béton, à Pačir
- le Monument aux soldats tombés au combat et aux victimes du fascisme, bronze et brique, à Titel
- Biche et Faon, bronze, à Zrenjanin
- Buste de Stojan Matić, bronze, à Apatin
- Les Parques, bronze, à Kragujevac dans le parc mémoriel de Šumarice
- L'homme sans illusion, à Kragujevac dans le parc mémoriel de Šumarice
- Buste de Veljko Dugošević, bronze, à Sombor

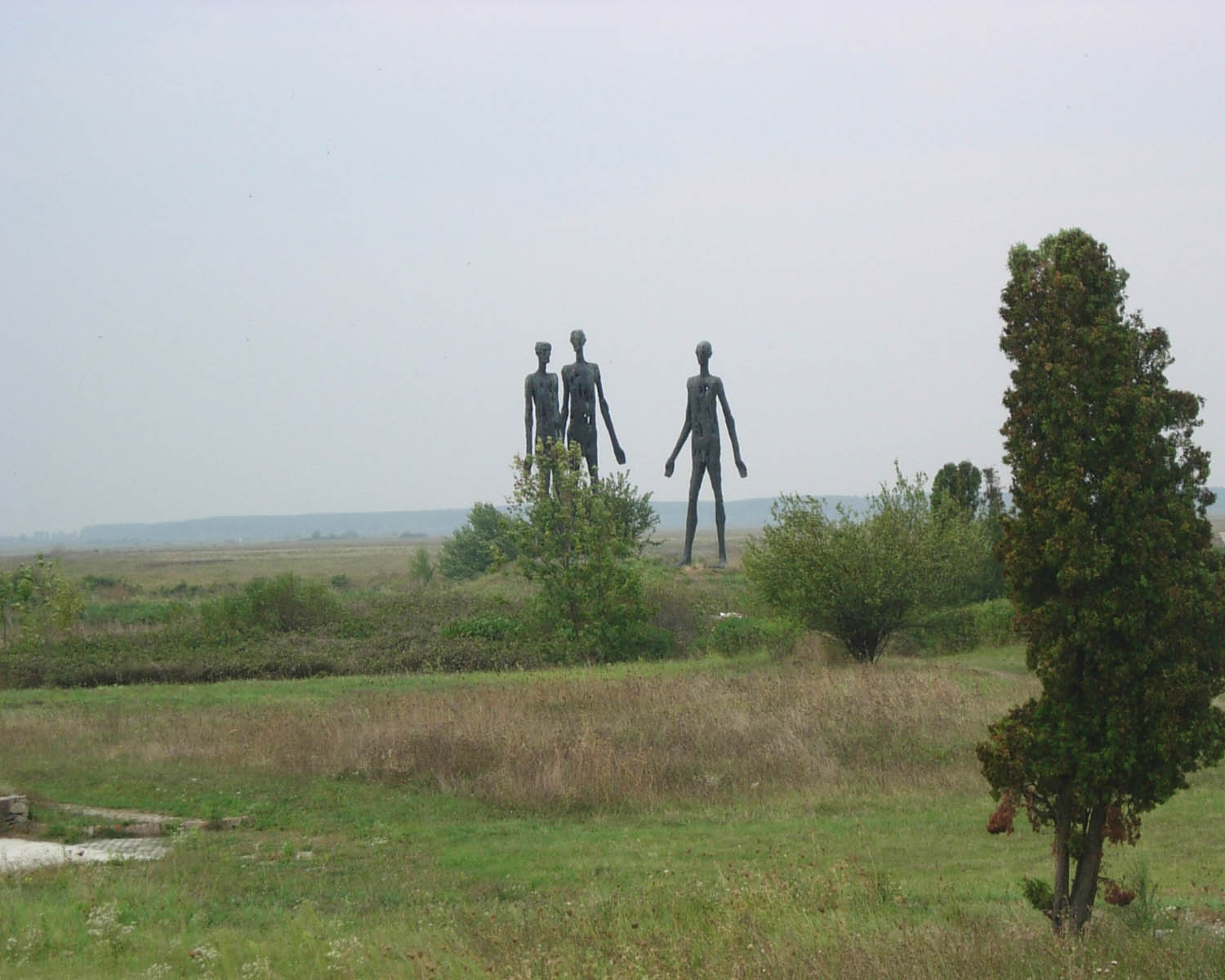
Monument dans l'ensemble commémoratif de Crna Ćuprija, 1962
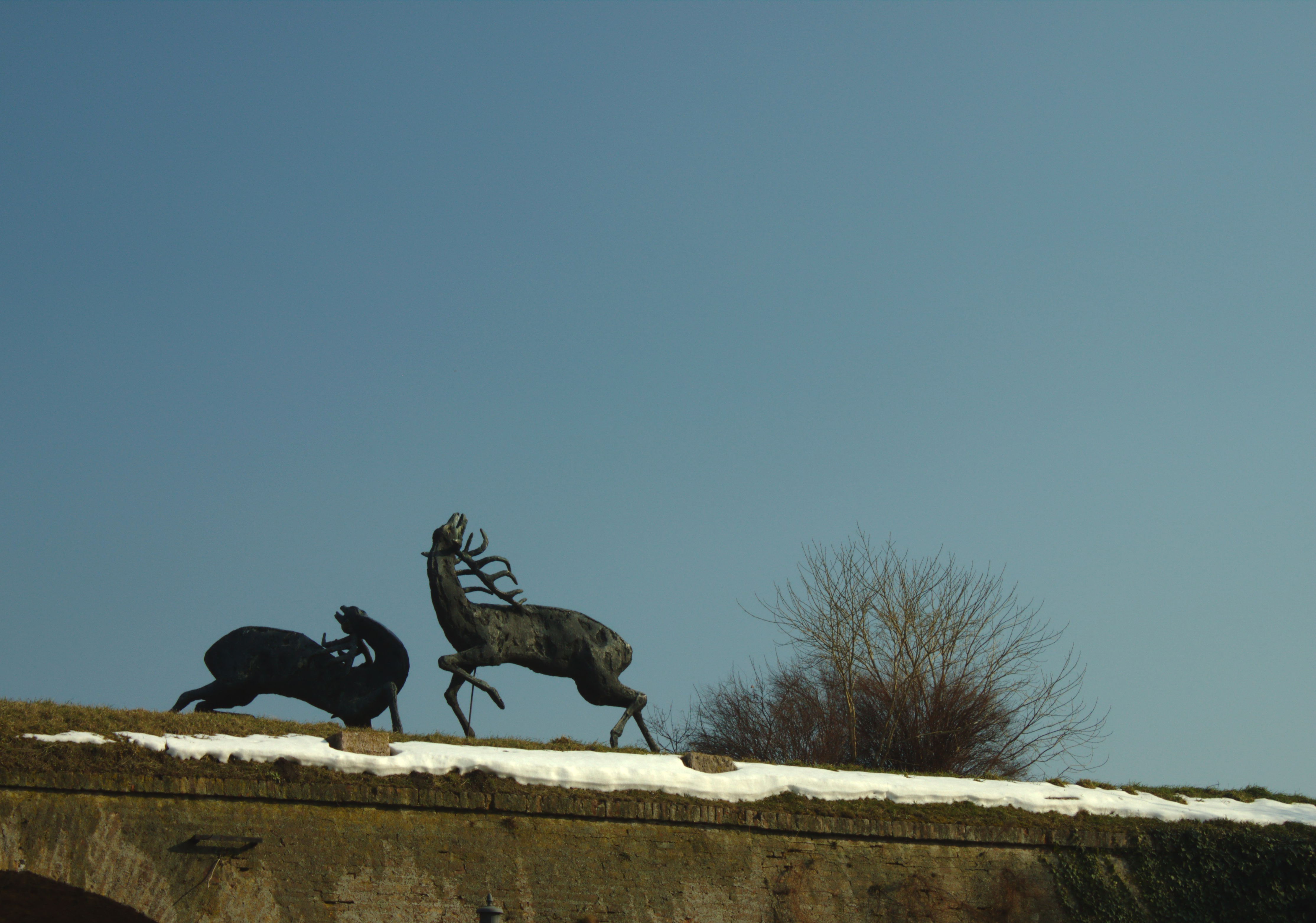
Combats de cerfs, forteresse de Petrovaradin, 1965
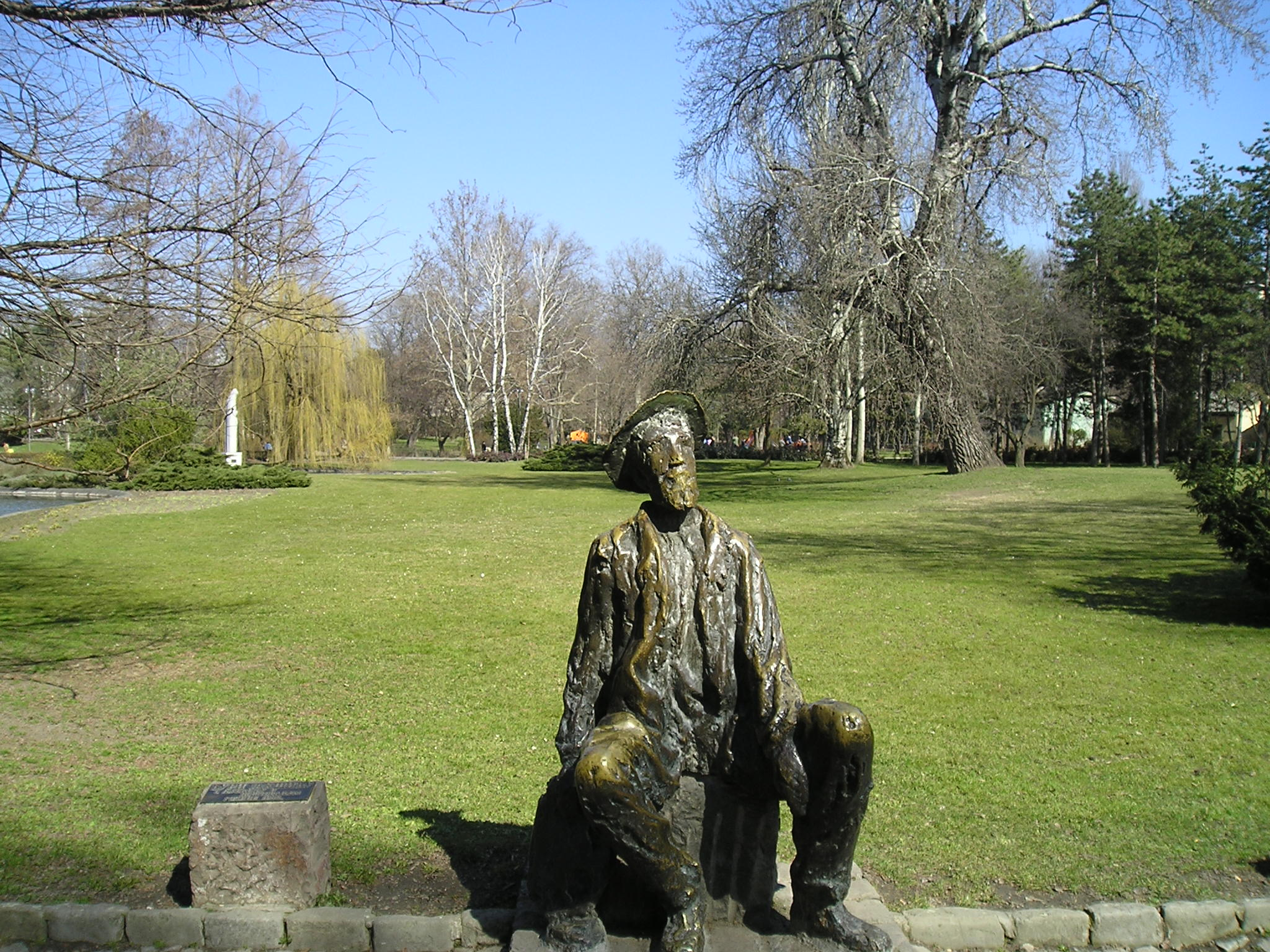
Statue de Đura Jakšić, 1982
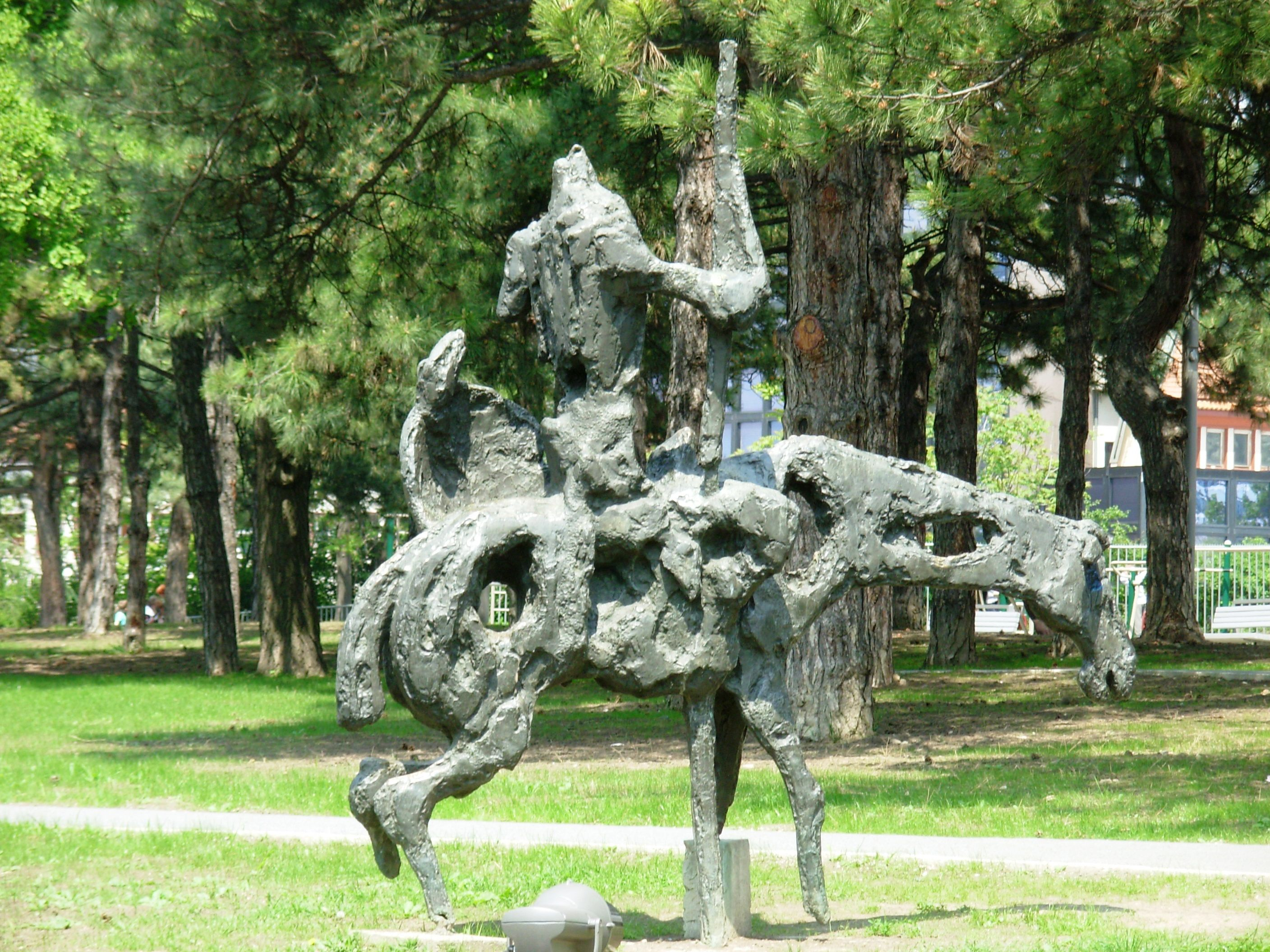
Don Quichotte, dans le parc de Tašmajdan
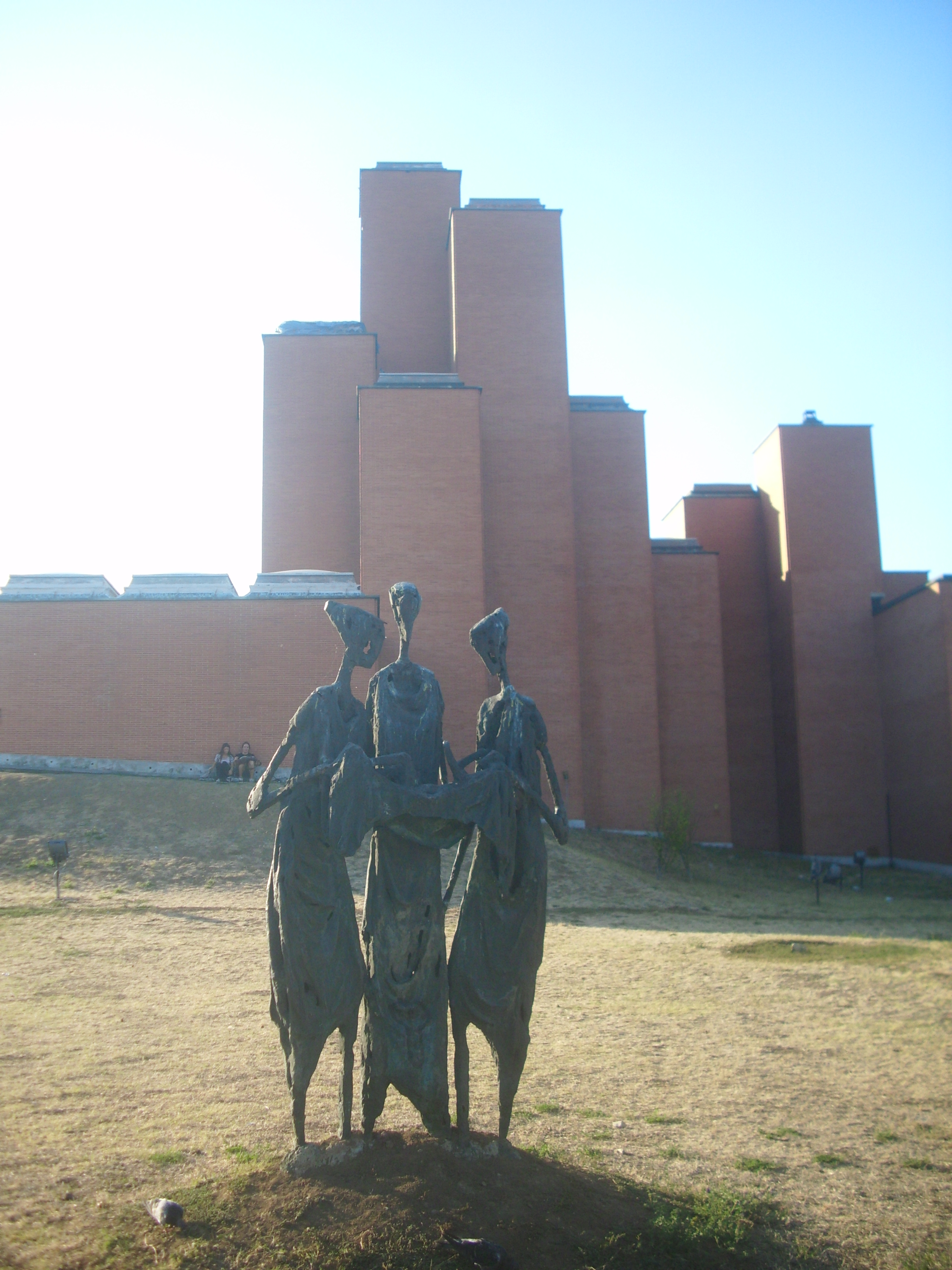
Les Parques, dans le parc mémoriel de Šumarice
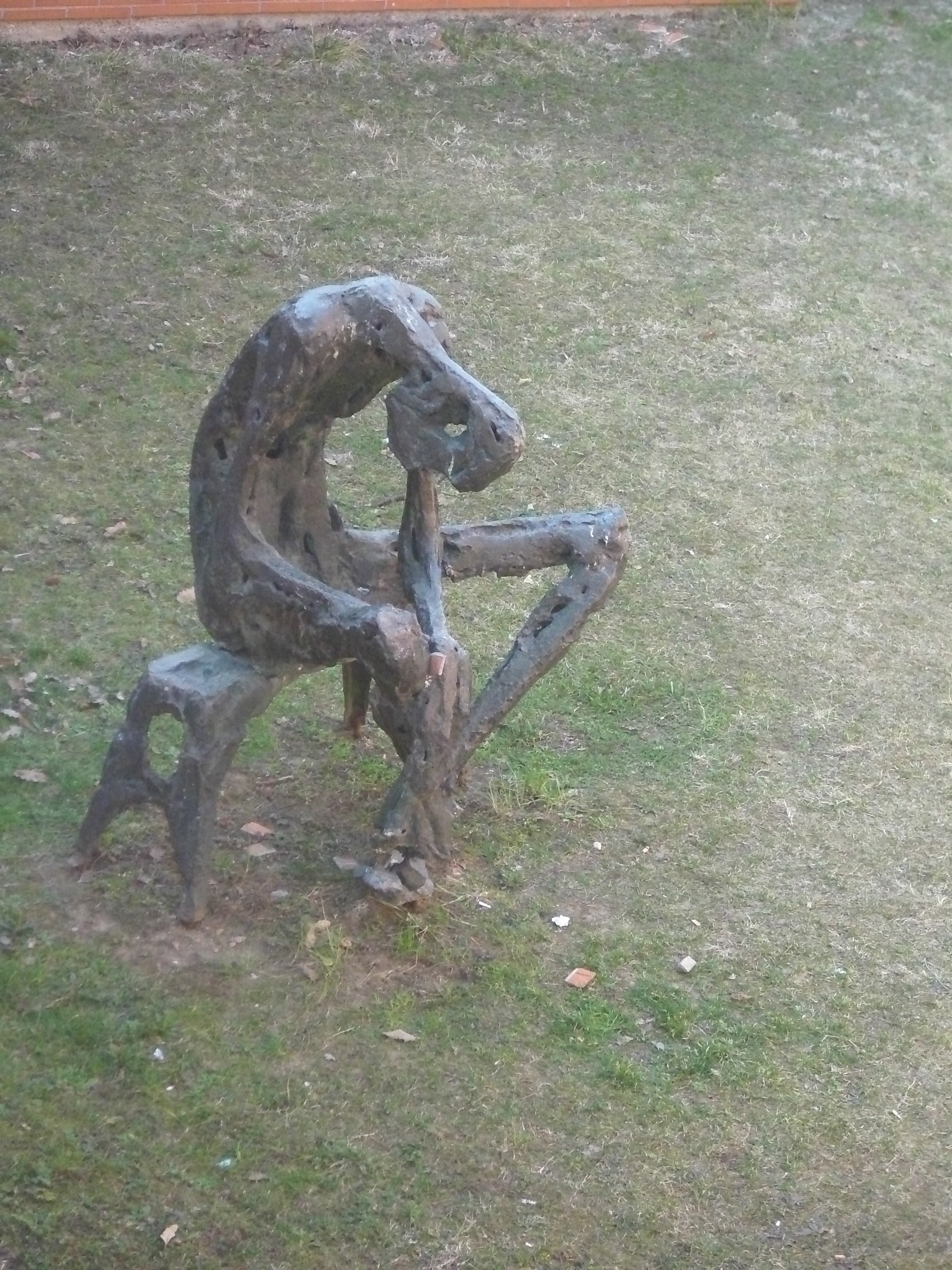
L'Homme sans illusion, dans le parc mémoriel de Šumarice

## Récompenses
Entre autres récompenses, Jovan Soldatović a reçu le prix d'octobre de Novi Sad en 1962 et le prix du Salon d'octobre de Belgrade en 1970 ; en 1972, il a été décoré de l'Ordre du Travail avec couronne d'or.